# Óscar Hernández Creus
Óscar Hernández Creus (Terrassa, 24 september 1976), beter bekend Óscar Hernández – is een voormalig professioneel voetballer die als middenvelder uitkwam en voormalig assistent-trainer van Al-Sadd en FC Barcelona. Hij is de broer van Xavi Hernández.

## Loopbaan
Óscar had niet zo'n succesvolle carrière als zijn broer. Hij speelde de helft van zijn carrière voor Terrassa FC, de club uit zijn geboorteplaats en maakte daarna een overstap naar CE Mataró, waar hij tot 2004 voor uitkwam. Zijn broer Xavi werd in 2019 coach van het Qatarese Al-Sadd, hierbij werd hij assistent-trainer. Na twee jaar maakten ze samen de overstap naar FC Barcelona, waar ze beiden tekenden tot 2024. In mei 2024 werd Xavi ontslagen, en zijn hele staf moest vertrekken, inclusief Óscar.